# گمینا بونگوو
گمینا بونگوو (به لهستانی:  Gmina Boniewo) یک گمینا در لهستان است که در شهرستان ووتس‌واوک واقع شده‌است. گمینا بونگوو ۷۷٫۷۲ کیلومتر مربع مساحت و ۳٬۵۵۰ نفر جمعیت دارد.